# Lukáš Nedvídek
Lukáš Nedvídek (* 9. února 1994, Vysoké Mýto) je český lední hokejista hrající na postu středního útočníka a bývalý mládežnický reprezentant, od května 2017 nastupující za Slavii Praha, kde je na hostování se zpětnými střídavými starty z Mountfieldu HK.

## Hráčská kariéra
S hokejem začínal v týmu HC Spartak Choceň. Ve 13 letech přestoupil do mužstva HC VCES Hradec Králové, kde postupně prošel mládežnickými kategoriemi od osmé třídy až po juniorku a v sezoně 2012/13 nastupoval formou střídavých startů také za seniorskou kategorii klubu BK Nová Paka z krajského přeboru. Díky dobrým výkonům a vysoké produktivitě v dresu juniorského výběru Hradce byl v roce 2013 povolán do "áčka", za které ve svých 19 letech debutoval v mistrovském utkání proti Ocelářům Třinec v nejvyšší soutěži. V ročníku 2014/15 pomohl královéhradeckému týmu k postupu do juniorské extraligy a v dalších letech působil kromě A-mužstva Hradce Králové také v prvoligovém celku HC Stadion Litoměřice. V sezoně 2016/17 s královéhradeckým "áčkem" poprvé v jeho historii postoupil v nejvyšší soutěži do semifinále play-off, kde byl klub vyřazen pozdějším mistrem - Kometou Brno v poměru 2:4 na zápasy, ale Nedvídek společně se spoluhráči a trenéry získal bronzovou medaili. V květnu 2017 zamířil společně s Ondřejem Koptou do Slavie Praha, kam odešel z Hradce Králové na hostování se zpětnými střídavými starty.

## Klubové statistiky
| Sezona    | Klub                  | Soutěž          | Základní část | Základní část | Základní část | Základní část | Základní část | Play off | Play off | Play off | Play off | Play off |
| Sezona    | Klub                  | Soutěž          | Z             | G             | A             | B             | TM            | Z        | G        | A        | B        | TM       |
| --------- | --------------------- | --------------- | ------------- | ------------- | ------------- | ------------- | ------------- | -------- | -------- | -------- | -------- | -------- |
| 2012/2013 | BK Nová Paka          | Krajský přebor  | 02            | 0             | 0             | 0             | 0             | —        | —        | —        | —        | —        |
| 2013/2014 | Mountfield HK         | Česká extraliga | 06            | 0             | 0             | 0             | 0             | —        | —        | —        | —        | —        |
| 2014/2015 | Mountfield HK         | Česká extraliga | 33            | 03            | 0             | 03            | 06            | —        | —        | —        | —        | —        |
| 2015/2016 | HC Stadion Litoměřice | 0 1. česká liga | 48            | 15            | 13            | 28            | 12            | 03       | 0        | 0        | 0        | 0        |
|           | Mountfield HK         | Česká extraliga | 03            | 0             | 0             | 0             | 0             | —        | —        | —        | —        | —        |
| 2016/2017 | HC Stadion Litoměřice | 0 1. česká liga | 34            | 12            | 06            | 18            | 20            | —        | —        | —        | —        | —        |
|           | Mountfield HK         | Česká extraliga | 26            | 02            | 01            | 03            | 02            | 08       | 0        | 0        | 0        | 02       |
| 2017/2018 | HC Slavia Praha       | 0 1. česká liga |               |               |               |               |               |          |          |          |          |          |